# Добруша (Валча)
Добруша (рум. Dobrușa) насеље је у Румунији у округу Валча у општини Штефанешти. Oпштина се налази на надморској висини од 192 m.

## Становништво
Према подацима из 2002. године у насељу је живело 1491 становника, од којих су сви румунске националности.